# Acroclita anelpista
Acroclita anelpista é uma espécie de insetos lepidópteros, mais especificamente de traças, pertencente à família Tortricidae.
A autoridade científica da espécie é Diakonoff & Wolff, tendo sido descrita no ano de 1976.
Trata-se de uma espécie presente no território português.